# Кристофер Мелони
Кристофер Питер Мелони (енгл. Christopher Peter Meloni; Вашингтон, Округ Колумбија, 2. април 1961) амерички је филмски и телевизијски глумац. Широј јавности је познат по улози детектива Елиота Стејблера у Ен-Би-Сиевој криминалистичкој серији Ред и закон: Одељење за специјалне жртве и по улози психотичног убице и сексуалног предатора Криса Келера у Ејч-Би-Оувој серији Оз. Познат је и по својим споредним филмским улогама у блокбастерима 12 мајмуна (1995), Параноја у Лас Вегасу (1998), Одбегла млада (1999), 42 (2013), Човек од челика (2013) и Град греха: Убиства вредна (2014), као и по улогама у независним америчким филмовима Бела птица у мећави (2014) и Дневник једне тинејџерке (2015).
Учествовао је у више кампања за промоцију ЛГБТ једнакости. Ожењен је сценографкињом Дорис Шерман Мелони са којом има двоје деце.